# Красиков, Вадим Николаевич
Вади́м Никола́евич Кра́сиков (род. 10 августа 1965, Кенестобе, Чимкентская область) — офицер российских спецслужб, приговорённый в Германии к пожизненному заключению за убийство Зелимхана Хангошвили на территории Германии в 2019 году. Действовал под именем Вадим Соколов.
1 августа 2024 года вернулся в Россию после обмена заключёнными между Россией и Западом.

## Биография
Вадим Красиков родился 10 августа 1965 года в селе Кенестобе Казахской ССР, служил в войсках специального назначения, жил в Иркутске и в Москве, был дважды женат, у него трое детей. Ветеран афганской войны.
По заявлению The Wall Street Journal, западные разведки предполагали, что Красиков был личным телохранителем Путина, а их связи восходят к тому времени, когда Путин был заместителем мэра Санкт-Петербурга. Они вместе посещали стрельбище. Из совместного расследования The Insider, Bellingcat и Der Spiegel следует, что Красиков служил в спецназе ФСБ «Вымпел» и вместе с двумя напарниками по спецподразделению участвовал как минимум в двух заказных убийствах в России. 2 августа 2024 года Кремль признал службу Красикова в ФСБ России. Как сообщил Дмитрий Песков, Красиков служил в подразделении «Альфа» с охранниками Путина. По данным The Economist, имеет воинское звание полковник.
Вторая жена Красикова Екатерина Александрова родилась в Харькове, её проживающие на Украине родственники предоставили следствию ряд фотографий, способствовавших опознанию Красикова, а муж её сестры выступил в Берлине на суде. Он заявил, что Красиков производил впечатление военного, его жена якобы видела у него удостоверение сотрудника российской ФСО, якобы несколько лет назад он получил звание полковника.
В 2014 году Красиков был заявлен российской полицией в розыск через Интерпол как подозреваемый в причастности к убийству; в 2015 году розыскной ордер был отозван, однако фотоснимок Красикова сохранился в базе данных Интерпола и также послужил его опознанию. Согласно информации независимых расследователей, поводом для розыска послужило произошедшее в Москве 19 января 2013 года убийство предпринимателя Альберта Назранова.

## Убийства

### В России
В 2007 году Красиков и два его сообщника, действующие сотрудники ФСБ, расстреляли главу общества предпринимателей и городского депутата Костомукши Юрия Козлова. После того, как Козлов вышел из машины, в него было произведено четыре выстрела, затем трое убийц загрузили труп в машину убитого, отвезли в лес, где выбросили тело. Следствие пришло к выводу, что трое убийц ранее заселились в гостиницу, среди постояльцев которой были Вадим Красиков, Владимир Ф. и Олег И. В 2014 году сообщники были задержаны, ими оказались сотрудники ФСБ, которые проходили службу в «Вымпеле». В 2015 году уголовное дело об убийстве Козлова было передано в центральный аппарат Следственного комитета, Владимир Ф. и Олег И. вышли из-под ареста, а розыск Вадима Красикова был прекращён. Дело закрыли из-за недостатка улик.
Также Красиков был основным подозреваемым по делу об убийстве предпринимателя Альберта Назранова из Нальчика, которого застрелили в Москве в ночь на 19 января 2013 года. Убийца подъехал к Назранову на велосипеде, бизнесмен оказал ему сопротивление, киллер несколько раз выстрелил в него и скрылся на том же велосипеде. Позднее независимые журналисты и расследователи отмечали, что данное убийство похоже на убийство Зелимхана Хангошвили в Берлине: в обоих случаях убийца приехал на велосипеде, с близкого расстояния выстрелил в голову и туловище жертвы, после чего скрылся.  В январе 2014 года российские правоохранительные органы объявили Красикова в федеральный и международный розыск по делу об убийстве бизнесмена.

### В Германии
В 2019 году по документам на имя Вадима Соколова Красиков въехал во Францию, откуда через Польшу перебрался в Берлин. Согласно материалам суда, 23 августа того же года Красиков убил в Берлине чеченского полевого командира Зелимхана Хангошвили, воевавшего во Второй чеченской войне на стороне сепаратистов Чеченской Республики Ичкерии, позже сотрудничавшего со спецслужбами Грузии и перебравшегося в Германию. Он подъехал к нему сзади на велосипеде и трижды выстрелил в Хангошвили, убив его на месте, затем выбросил в воды реки Шпре пистолет и велосипед, снял парик и быстро переоделся. Двое подростков, случайно заметивших эти подозрительные действия, вызвали полицию, Красиков был задержан, когда он пытался снять парик и скрыться на электроскутере.

## Расследование и суд
В декабре 2019 года расследование преступления было передано в Федеральную прокуратуру ФРГ — как отмечает пресса, это обычно происходит в тех случаях, когда имеются основания предполагать участие в преступлении спецслужб другого государства.
7 октября 2020 года в Высшем земельном суде Берлина начался процесс по этому делу, и представитель Федеральной прокуратуры Рональд Георг заявил о том, что убийство было совершено по заданию государственной власти Российской Федерации. К такому же выводу пришёл по итогам судебного процесса возглавлявший его судья Олаф Арнольди, который при вынесении приговора 15 декабря 2021 года заявил:
Мотивами Российской Федерации были месть и возмездие. Кроме того, такое преступление должно было стать публичным сигналом… Это не что иное, как государственный терроризм.
Во время суда Красиков не произнёс почти ни слова, лишь настаивая, что в действительности он является Вадимом Соколовым, инженером-строителем из Брянска. Настоящая фамилия была тайной до тех пор, пока её не раскрыл в совместном расследовании с The Insider журналист Христо Грозев.

## Переговоры об обмене
По данным The Wall Street Journal, ещё до вынесения приговора Красикову Путин просил секретаря Совбеза России Николая Патрушева «изучить возможность обмена заключёнными для освобождения Красикова». Позднее, ссылаясь на источники в правительствах западных стран, издание сообщало о закулисных переговорах, которые Россия ведёт с Западом, пытаясь вернуть Красикова в Россию.
В июле 2022 года РФ попросила включить Вадима Красикова в список для обмена. К этой просьбе присоединились власти США, но Германия не согласилась, указав на тяжесть преступления Красикова. В декабре 2022 года РФ пыталась обменять Красикова на американца Пола Уилана, но безуспешно.
По данным The Wall Street Journal, чиновники нескольких стран считали, что многосторонняя сделка по обмену российских граждан, задержанных в западных странах, на граждан западных стран, удерживаемых в России, а также на российских диссидентов вроде Алексея Навального, возможна. В 2024 году в интервью Такеру Карлсону президент России Владимир Путин признал желательность обмена Красикова, заявив, что «этот человек по патриотическим побуждениям ликвидировал бандита в одной из европейских столиц».
По мнению журналиста «BILD на русском» Филиппа Пятова, Россия принимала участие в переговорах между Германией и США об обмене Красикова на Пола Уилана, Алексея Навального и журналиста Эвана Гершковича. Однако ни российские, ни американские, ни германские официальные лица не подтвердили факта ведения подобных переговоров; при этом некоторые средства массовой информации США и Германии со ссылкой на анонимные источники сообщили о том, что такие переговоры, якобы, велись, но разошлись в оценках того, на какой стадии эти переговоры находились, и сошлись в том, что к окончательному согласию стороны в любом случае не пришли. После обнародования заявления Певчих о том, что Навального должны были обменять на Красикова, новостное агентство «Рейтер» со ссылкой на анонимный источник в официальных кругах России сообщило, что Навальный и его жена Юлия, якобы, были в курсе подобных переговоров и были согласны на обмен Алексея на Красикова, хотя сам Навальный при жизни никогда об этом не заявлял и не демонстрировал осведомлённости относительно подобных переговоров, и его жена также не подтвердила обстоятельств, приведённых в сообщении «Рейтер». Позднее издание «Politico», переговорившее с двумя высокопоставленными американскими чиновниками, сообщило, что переговоры относительно возможного обмена Навального на Красикова велись сугубо между США и Германией, а России на этот счёт не было отправлено никакого — даже неофициального — предложения, а заявление Певчих об утверждении некоего плана обмена не соответствует действительности. 17 марта 2024 года Владимир Путин, отвечая на вопрос американского журналиста, сказал, что незадолго до смерти Навального ему [Путину] было сообщено, что существует идея об обмене Навального на некоторых российских граждан, содержащихся в тюрьмах в западных странах, на что сам он [Путин] дал одобрение; на следующий день Дмитрий Песков уточнил, что каких-либо официальных переговоров по этому вопросу не проводилось и какой-либо сделки не заключалось, и Путин дал согласие лишь на саму идею подобного обмена.
1 августа 2024 года Красиков вошёл в список на обмен заключённых между Россией и Западом, в ночь на 2 августа вернулся в Россию. Немецкие власти не помиловали Красикова, а депортировали из страны, так как, согласно законодательству ФРГ, помилование при пожизненном тюремном сроке может быть осуществлено, только если осуждённый провёл в заключении не менее 15 лет. Красиков был депортирован по решению иммиграционной службы города в Нижней Баварии, где он отбывал срок.